# Paco Fernández (músico)
Francisco Fernández Moreno, más conocido como Paco Fernández (Zújar, España, 12 de agosto de 1957), es un guitarrista flamenco, conocido por su experimentación en el mestizaje de la guitarra flamenca y la electrónica, en el marco del movimiento “Chillout” nacido en Ibiza.

## Biografía

### Comienzos
Paco provenía de una familia granadina marcada en su pueblo por no coincidir con las inclinaciones políticas imperantes en la España de la posguerra civil. La situación familiar se hizo insostenible debido al entorno marcado por el rechazo a las convicciones políticas familiares. Con el comienzo del turismo en los años 60, los Fernández, tras vender su casa familiar, se mudaron a Ibiza.
En la Ibiza de los 60, los servicios alrededor de la recién nacida industria turística ofrecían multitud de posibilidades de generar un porvenir. En el caso de Paco, de 5 años y, sin embargo, con capacidades ya notables en su manejo de la guitarra,  el camino estaba trazado. En compañía de familiares, tocaba casi cada noche en los bares de la isla. Esta actividad, la compaginaba con la escuela y sus estudios de guitarra, impuestos por su padre. Esta sucesión de actividades supuso una niñez poco infantil, aunque muy musical. 
Fue enviado a estudiar guitarra clásica en Barcelona. A su retorno a la isla, Paco conoció a Michele Webb, ciudadana americana con la que se casó. Su experiencia en generar beneficios a través de la música fue instrumental en decidir emigrar con su nueva familia a los E.E.U.U. donde labró una frágil subsistencia tocando en numerosos bares y salas. 

### Carrera profesional
Paco recibió el aviso de que Xavier Cugat, recién retornado de sus propias aventuras americanas, estaba interesado en producir y promover al joven guitarrista. Retornó a Barcelona, donde en 1986 grabó “Vivir en el Mediterráneo”, obra de integra composición propia, en compañía de Kitflus, Rafael Escuté y Santi Arisa, notables músicos de jazz catalán del momento. Pese al escaso interés despertado en Barcelona, al retornar a Ibiza, la comunidad musical del recién acuñado movimiento “Chillout”, mostró gran entusiasmo por el trabajo. Su estilo recibió la nueva clasificación de “Flamenco Chill”, y Paco fue elogiado como creador del nuevo movimiento. Un segundo álbum, “Atman” fue publicado en 1997, siguiendo un camino experimental en la fusión de diversos estilos. 
Entre los interesados en su obra, estaba José Padilla, DJ creador de la colección “Café del Mar”. Pese a no alcanzar un acuerdo para insertar material de su primer álbum en la nueva colección, Paco acabaría componiendo nuevas canciones, “Grillos”, “Mani” y “Home” que se publicarían en las colecciones 4, 5 y 6 publicadas por Padilla para el sello. Las ventas fueron millonarias en todo el mundo. 
Las desavenencias entre Padilla y el Café del Mar les llevaron a disputas legales acerca de la propiedad de la obra. El DJ se independizó y estableció sociedad con Paco Fernández. La primera colaboración fue el primer álbum de Padilla, “Souvenir”, publicado bajo su propio nombre bajo el sello Mercury. Progresivamente, el estudio compartido recibiría encargos para trabajar en varias remezclas entre los que destacan temas de “Presuntos Implicados” y Chris Rea. Paco compuso y produjo mucho del material de segundo álbum de Padilla, “Navigator”, publicado en el 2001, y que fue eventualmente nominado a los Grammy Latino. También en el 2001, los socios fueron encargados la banda sonora de “Sueño de Ibiza”, opera prima del director Igor Fioravanti, que se publicaría finalmente en el 2002.
En el 2002, Paco retomó su camino en solitario, acabando el trabajo sobre el álbum “Sal y Sol”, que se publicó bajo el sello Edel. Esta publicación fue acompañada por una gira gestionada por el promotor alemán Peter Rieger. Actuó en varios países centroeuropeos acompañado por una banda de 10 músicos. Esta gira abarcó el festival “Flora” y “Las Dunas de San Jacinto” en Portugal, compartiendo programa con las bandas británicas Simply Red y Roxy Music, entre otros. La composición de la banda fue la siguiente:
- Guitarra – Paco Fernández
- Teclados – Juanma Redondo
- Bajo – Chema Pellico
- Baile – Eva María Redondo
- Electrónica – Steve Fernández
- Cante – Mati González, y Paco Romero
- Voz – Cathy Battistessa y Steve Bennett
- Tablas – Yama Karim
- Sarod – Dauz Khan

Tras varios años de residencias en Ibiza y ocasionales conciertos en lugares como Rumanía, Hong Kong, Moscú, Dubái o Abu Dhabi. Paco publicó su nuevo trabajo “Entre Islas”, de corte menos electrónico y con un mayor influjo étnico-mediterráneo. El CD se publicó con un álbum fotográfico con imágenes de la naturaleza isleña, como filosofía de una manera de vivir. Paco continuó girando por ciudades Europeas como Londres, Manchester, Berlín, Munich, Vienna, Maastricht, Niza, Milan, Roma o Atenas. Esta gira le llevó también a ciudades españolas como Valladolid, Tenerife, Madrid, Barcelona, Palma, Huelva o Marbella. Del álbum se extrajeron “Entre Islas” y “Fuentes” que se convirtieron en videoclips emitidos por A3 Televisión. 
Tras un largo invierno en el estudio, y una gira primaveral por Holanda, Paco publica su nuevo disco. El nuevo trabajo se llama “Buenos Tiempos” y se ha publicado en agosto de 2013.
Paco Fernández publica sus obras en su propio sello discográfico, Too Much Ibiza.

## Discografía
Paco Fernández
- Vivir en el Mediterráneo (1986)
- Atman (1997)
- Sal y Sol (2003)
- Entre Islas (2009)
- Buenos Tiempos (2013)

Colaboraciones
Con Café del Mar
- Volumen 4 – Tema  “Grillos”
- Volumen 5 – Tema “Mani”
- Volumen 6 – Tema “Home”
- Volumen 12 – Tema “Junto al Mar”
- Volumen 13 – Tema “Flores de Libertad”
- Volumen 15 – Tema “What Are We Living”
- Volumen 17 – Tema “Mani in Da House”
- 30 Years of Music – Tema “Pez Volador”

Con José Padilla
- Souvenir (1998)
- Sueño de Ibiza (2002) – Banda sonora
- Navigator (2001)

Con B-Tribe
- Spiritual Spiritual 2001
- Sensual Sensual 1998

Otras Colaboraciones
- (2000) Undiscovered Ibiza Vol.1 – Tema “Halcón Vuela”
- (2001) Feeling Ibiza – temas “Arena Blanca” & “Talamanca”(de Manolo Diaz)
- Lo Mejor del Flamenco Chill – Tema - Nieve Paece
- Lo Mejor del Flamenco Chill 2 – Tema - “Halcón Vuela”
- (2000) Café Ibiza Vol.4 – Tema – Grillos
- (2004) Café Ibiza Vol. 8 – Tema – I Never Knew a Light Like This
- (2008) Acoustic Ibiza – Temas –  Mani, Donde están mis gafas, Talamanca (de Manolo Díaz) y Oh Good Desire (de Lee Harris)
- (2005) Villa Mercedes – Producción Completa con Steve Fernández